# Parafodina callixeris
Parafodina callixeris är en fjärilsart som beskrevs av Oswald Beltram Lower 1903. Parafodina callixeris ingår i släktet Parafodina och familjen nattflyn. Inga underarter finns listade i Catalogue of Life.